# Centromochlus macracanthus
Centromochlus macracanthus is een straalvinnige vissensoort uit de familie van de houtmeervallen (Auchenipteridae). De wetenschappelijke naam van de soort is voor het eerst geldig gepubliceerd in 2000 door Soares-Porto.